# Ian Thorpe
Ian James Thorpe (Sydney, 13. listopada 1982.) je čuveni australski plivač.
Thorpe je jedan od najvećih plivača svih vremena. U impresivnoj karijeri je osvojio pet zlatnih olimpijskih medalja, te čak 11 naslova svjetskog prvaka.
Plivački svijet je zapanjio u dobi od 15 godina, kada je osvojio naslov svjetskog prvaka u disicplini 400 m slobodno na Svjetskom prvenstvu u Perthu 1998. godine. Time je postao najmlađi svjetski prvak u muškoj konkurenciji u individualnim disciplinama. Od tog trenutka Thorpe je u toj disicplini pobijedio na svim Olimpijskim igrama i Svjetskim prvenstvima sve do 2004. godine kada je nakon Atene uzeo pauzu. U karijeri je srušio i 13 svjetskih rekorda.
Nakon Igara u Ateni 2004. godine najavio je pauzu, koja se neplanirano produljila zbog bolesti. Očekivani povratak nakon ozdravljenja ipak nije uslijedio, te je Thorpe 21. studenog 2006. godine objavio da prekida karijeru. Ipak, početkom veljače 2011. najavio
povratak i odlazak na OI u London 2012. godine.